# Margo Glantz
Margo Glantzová (nepřechýleně Margo Glantz; * 28. ledna 1930, Ciudad de México) je mexická spisovatelka, vysokoškolská pedagožka a literární kritička. V roce 1995 byla zvolena členkou jazykové organizace Academia Mexicana de la Lengua, svého úřadu se ujala o rok později.

## Život a dílo
Narodila se v hlavním městě Mexika, Jacobu Glantzovi a Elizabeth Shapiro Glantzové, dvěma ukrajinským židovským emigrantům z tehdejšího Sovětského svazu. Na Mexické národní autonnomní univerzitě (UNAM) studovala v letech 1947–1953 anglickou a španělskou literaturu společně s dějinami umění (s profilovým zaměřením na divadelní vědu), posléze vycestovala za účelem zisku doktorátu ze španělské literatury na francouzskou Sorbonnu.

### Ocenění (výběr)
V roce 2004 obdržela ocenění Premio Nacional de Ciencias y Artes, v roce 2015 pak Premio Iberoamericano de Narrativa Manuel Rojas.